# Карантинная балка
Карантинная балка — местность в исторической части Одессы.

## История
Согласно карте 1803 года Карантинная балка брала своё начало в районе современной площади Куликово поле и вела к Карантинной гавани порта, заканчиваясь на Таможенной площади. Изначально в балке было несколько водотоков.
Постепенно эта местность застраивалась, а балка засыпалась.
На склонах балки селились преимущественно поляки, строившие здесь большие дома с хлебными магазинами.
Со временем балка была разделена на два «рукава» — левый Польский и правый — Карантинный. По их сторонам были проложены улицы, ведущие на побережье — спуски (Польский и Карантинный), а параллельно склонам балки улицы с аналогичными названиями: Польская вдоль левого склона и Карантинная — вдоль правого.
В 1870-х годах по дну балки был проведён коллектор для воды с колодцем на Таможенной площади. Однако оказалось, коллектор не вмещал всю воду и она попадала на поверхность.

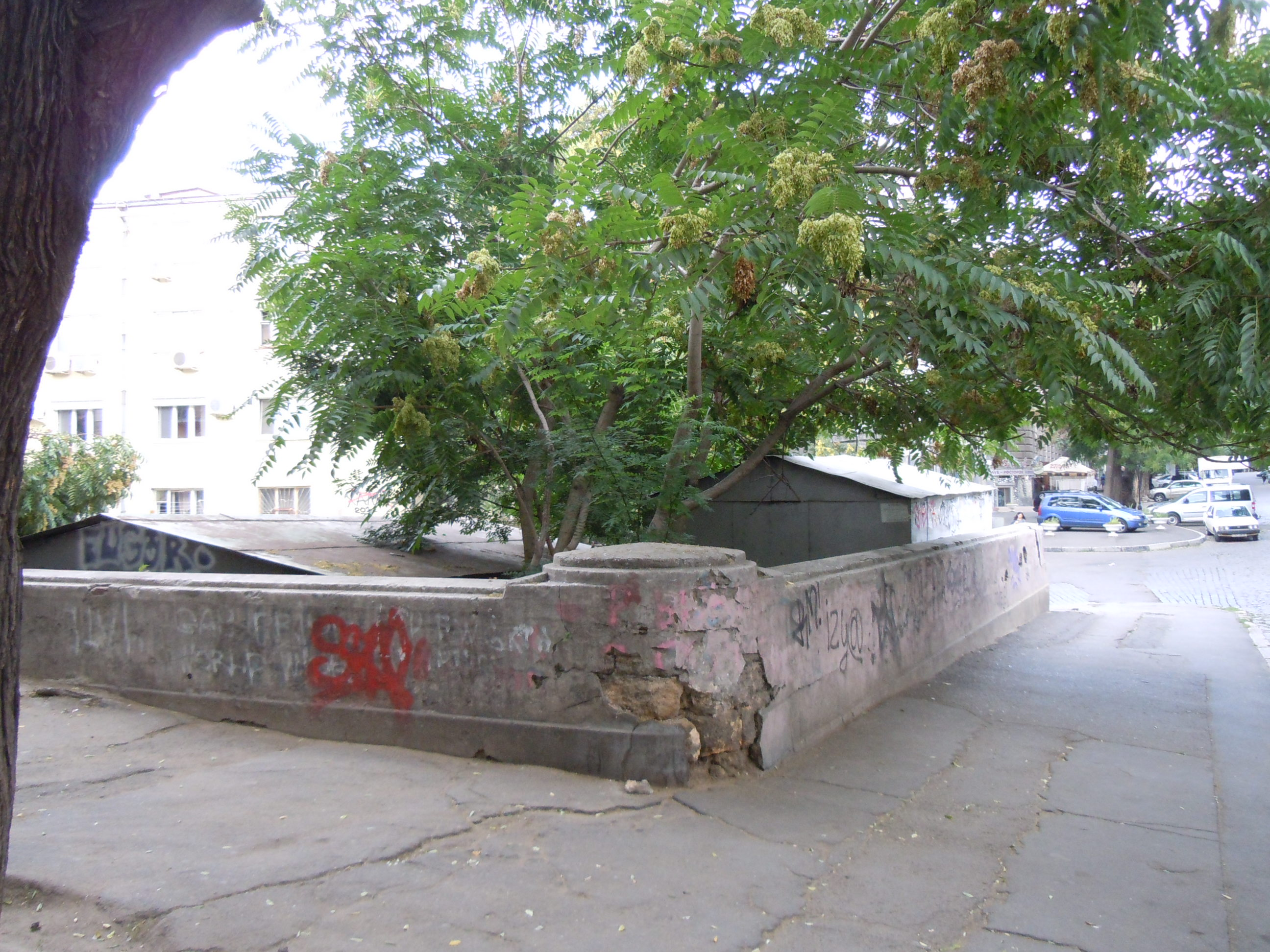
Сохранившиеся фрагменты моста Сикарда

Через Карантинную балку было построено семь мостов, от улицы Базарной до Греческой. Первые четыре были со временем засыпаны, сохранились только три: Новиков мост, Мост Коцебу и Строгановский мост, названные, соответственно, в честь купца Ильи Новикова, командующего войсками  Одесского военного округа графа Павла Коцебу, генерал-губернатора графа Александра Строганова. Последний мост является самым большим, его длина достигает 120 м, а высота над Деволановским спуском — 13 метров. К настоящему времени частично сохранился Сикардов мост.
В течение долгого времени балка имела запущенное состояние, за что получила в народе название Канава.